# Order Świętej Elżbiety (Portugalia)
Order Świętej Elżbiety (port. Ordem de Santa Isabel) – order kobiecy, wysokie odznaczenie Królestwa Portugalii w latach 1801-1910, a następnie order domowy byłych władców Portugalii i pretendentów do jej tronu z dynastii Braganza. Nazwa powstała na cześć św. Elżbiety Aragońskiej, a wygląd orderu zaprojektował Jean Baptiste Debret. Jego suwerenem jest każdorazowo głowa królewskiej rodziny.
Ustanowiony przez Karolinę Joachimę Burbon i zatwierdzony przez regenta Jana Braganzę 4 listopada 1801, pod nazwą „Order Szlachetnych Dam Świętej Izabeli” (Ordem das Damas Nobres de Santa Isabel), a jego statut został potwierdzony dekretem z dnia 25 kwietnia 1804. Nadawany był kobietom szlachetnego pochodzenia i wyznania katolickiego za akty dobroczynności. Odznaczone miały obowiązek raz w tygodniu udać się do sierocińca w celu pracy charytatywnej. Limit odznaczonych wynosił 26.
Po wielu latach statuty orderu zostały odnowione w 1980 przez księcia Duarte Pio, a od 13 maja 1995 dziewiątą wielką mistrzynią jest jego małżonka – księżna Izabela Braganza.